# KS Motorsport Holland

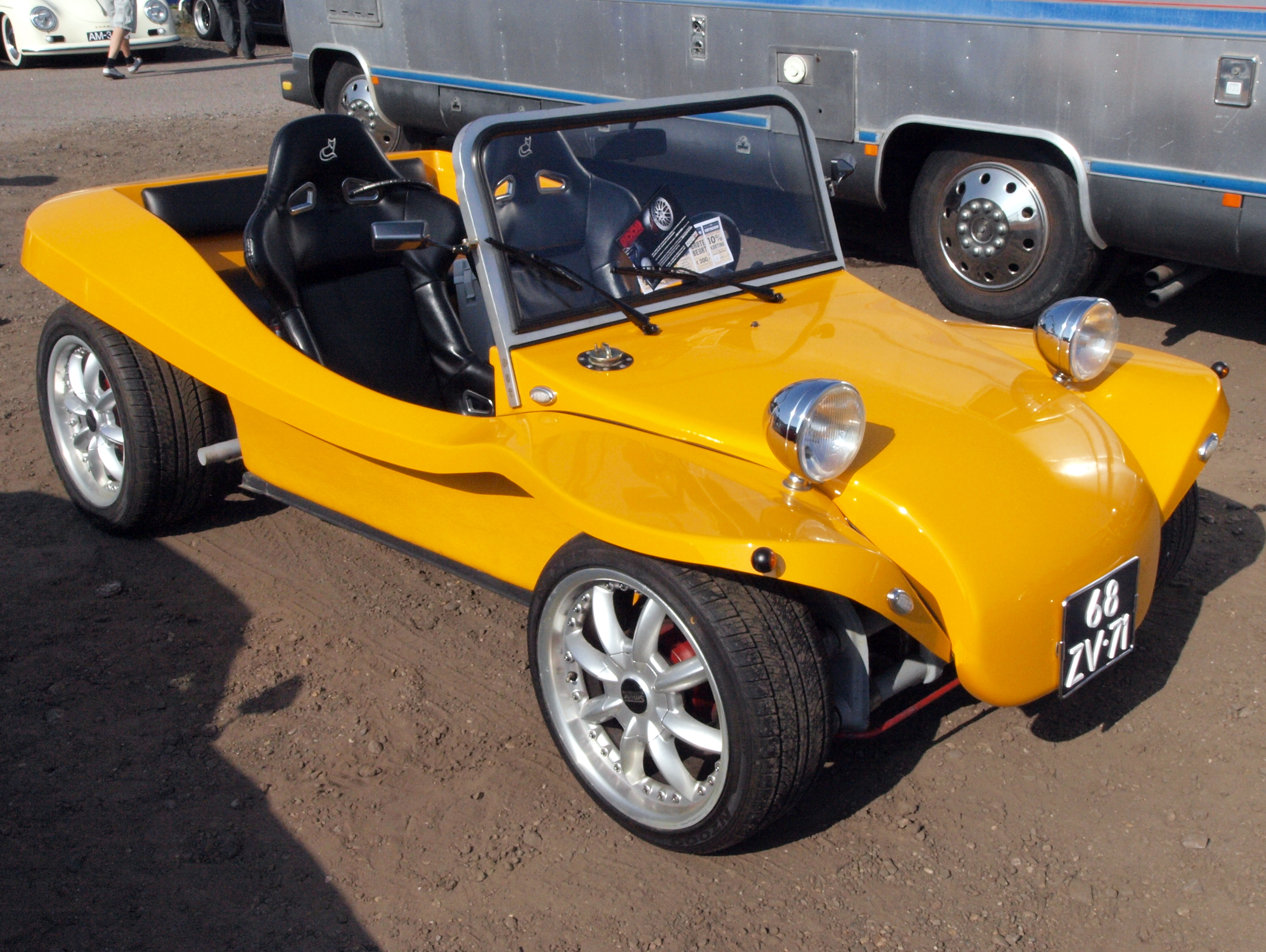
KS Buggy

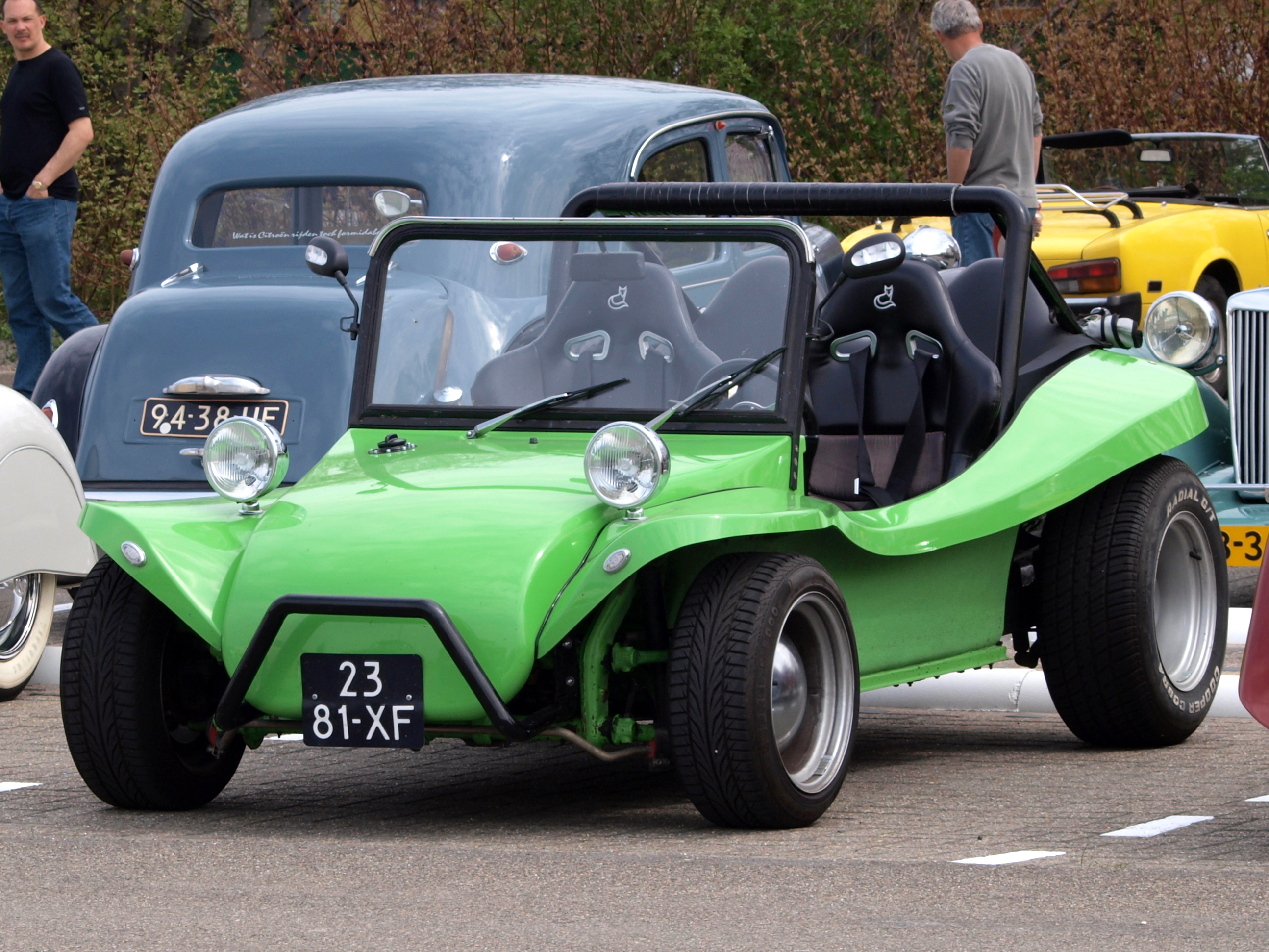
KS Buggy

KS Motorsport Holland ist ein niederländischer Hersteller von Automobilen.

## Unternehmensgeschichte
Zwei Brüder begannen in den 1990er Jahren, an alten VW zu schrauben. Im Laufe der Jahre machten sie ihr Hobby zum Beruf und gründeten das Unternehmen in Doetinchem. Neben Reparaturen und Restaurierungen werden seit 2005 auch selbst Fahrzeuge hergestellt.

## Automobile
Als erstes Modell erschien 2005 ein Buggy auf einem gekürzten Fahrgestell vom VW Käfer. 2007 folgte das Modell Roadster ST.